# Fostemsavir
Le fostemsavir, vendu sous le nom de marque Rukobia, est un médicament utilisé pour traiter le VIH/SIDA. Il est utilisé en association avec d’autres médicaments, lorsque les traitements ne sont généralement pas efficaces. Le médicament est pris par voie orale.
Il agit en se liant au virus VIH et en l'empêchant de pénétrer dans les cellules T.
Les effets secondaires de ce médicament comprennent des nausées, des diarrhées, des éruptions cutanées ou des douleurs abdominales,. D’autres effets secondaires peuvent inclure des problèmes hépatiques, un allongement de l’intervalle QT ou un syndrome de reconstitution immunitaire. Il ne doit pas être pris avec des inducteurs puissants du CYP3A. 
Le médicament a été approuvé pour un usage médical aux États-Unis en 2020 et en Europe en 2021,. Au Royaume-Uni, un mois de traitement coûte au NHS 2 900 livres sterling en 2021. Aux États-Unis, ce montant coûte environ 8 000 dollars américains.